# Anthrenus pilosus
Anthrenus pilosus là một loài bọ cánh cứng trong họ Dermestidae. Loài này được Pic mô tả khoa học năm 1923.